# مفاوضات خروج المملكة المتحدة من الاتحاد الأوروبي
مفاوضات خروج المملكة المتحدة من الاتحاد الأوروبي هي مفاوضات تجري بين المملكة المتحدة والاتحاد الأوروبي لانسحاب المملكة المتحدة من الاتحاد الأوروبي بعد استفتاء عضوية المملكة المتحدة في الاتحاد الأوروبي في 23 يونيو 2016م. بدأت فترة التفاوض في 29 مارس 2017 قامت المملكة المتحدة بإشعار الاتحاد الأوروبي بانسحابها بموجب المادة 50 من معاهدة الاتحاد الأوروبي. مدة التفاوض المنصوص عليها في المادة 50 هي عامين من الإخطار، ما لم يتم الاتفاق على تمديد.
في 19 يونيو 2017 وصل وزير الخارجية البريطاني آنذاك ديفيد ديفيس إلى بروكسل لبدء العملية مع ميشيل بارنييه كبير المفاوضين المعينين من قبل المفوضية الأوروبية.
تم الانتهاء من المفاوضات حول اتفاقية الانسحاب التي تشمل فترة انتقالية ومخطط أهداف لعلاقة مستقبلية بين المملكة المتحدة والاتحاد الأوروبي في نوفمبر 2018، مع إشارة الاتحاد الأوروبي إلى أنه لا توجد مفاوضات أو تغييرات أخرى قبل أن تغادر المملكة المتحدة بشكل قانوني، على أن يكون الانسحاب من الاتحاد الأوروبي في 29 مارس 2019. إذا تم التصديق على اتفاقية الانسحاب من قبل المملكة المتحدة وحكومات دول الاتحاد الأوروبي الأخرى ودخلت حيز التنفيذ فقد تحتاج المفاوضات المستقبلية أيضًا إلى معالجة معاهدات اتفاقية التجارة الحرة بين الاتحاد الأوروبي وأعضائه (بما في ذلك المملكة المتحدة) لجزء واحد وبلدان أخرى لصالح الجزء الآخر، وحصة التعريفة الجمركية والتي قد تكون مقسمة أو أن يتم معها إعادة التفاوض.

## التفاوض من أجل الانسحاب

### يونيو 2017
في 19 يونيو 2017 وصل ديفيد ديفيس إلى بروكسل لبدء مفاوضات مع ميشيل بارنييه. تم الاتفاق على الاختصاصات، وتم تحديد مواعيد لدورات مدتها أربعة أسابيع، تتوج بجولة خامسة من المفاوضات في الأسبوع الذي يبدأ في 9 أكتوبر. تم تشكيل مجموعات التفاوض لثلاثة مواضيع: حقوق مواطني الاتحاد الأوروبي الذين يعيشون في بريطانيا والعكس، التزامات بريطانيا المالية المتبقية تجاه الاتحاد الأوروبي، والحدود بين أيرلندا الشمالية وجمهورية أيرلندا.
في 22 يونيو 2017 أكد رئيس الوزراء ماي في اجتماع المجلس الأوروبي في بروكسل أنه لن يتم إجبار أي مواطن من الاتحاد الأوروبي يعيش بشكل قانوني في المملكة المتحدة على المغادرة، وعرضت على أي مواطن من الاتحاد الأوروبي يعيش في المملكة المتحدة لأكثر من 5 سنوات حتى يتمتع الموعد النهائي غير المحدد بين مارس 2017 ومارس 2019 بنفس الحقوق التي يتمتع بها المواطن البريطاني، بشرط أن يقدم الاتحاد الأوروبي نفس العرض للمغتربين البريطانيين الذين يعيشون في الاتحاد الأوروبي. لم يرد زعماء الاتحاد الأوروبي بالمثل على العرض، حيث اعترض رئيس المجلس تاسك على أن المجلس الأوروبي ليس منتدى لمفاوضات خروج بريطانيا من الاتحاد الأوروبي، وقال رئيس المفوضية جونكر «أنا لا أتفاوض هنا.»
قامت رئيس الوزراء بتفصيل مقترحات في مجلس العموم في 26 يونيو 2017، لكن لم تقدم أي تنازلات مع مفاوضي الاتحاد الأوروبي الذين رفضوا الإسراع بالاتفاق بشأن المغتربين بحلول نهاية يونيو 2017، والذين يأملون للمحاكم الأوروبية لمواصلة اختصاصها في المملكة المتحدة فيما يتعلق بمواطني الاتحاد الأوروبي، وفقًا لأهدافها التفاوضية المنشورة في مايو 2017.

### يوليو 2017
بدأت الجولة الثانية من المفاوضات في بروكسل في منتصف يوليو 2017. تعتبر بداية لمفاوضات جوهرية، مع وجود 98 مفاوض من المملكة المتحدة و45 مفاوض من الاتحاد الأوروبي. تم إحراز تقدم بشأن مسألة الحدود الشمالية الأيرلندية، في حين طلب المفاوضون البريطانيون تفصيلًا لطلب «قانون الخروج» المقدّر بـ 65 مليار يورو، في حين ينتقد مفاوضو الاتحاد الأوروبي عرض حقوق المواطنة في المملكة المتحدة. في المؤتمر الصحفي الختامي لم يلتزم ديفيد ديفيس بدفع صافٍ من المملكة المتحدة إلى الاتحاد الأوروبي فيما يتعلق بمشروع قانون الانسحاب، بينما أوضح ميشيل بارنييه أنه لن يتنازل عن مطلبه بأن تستمر محكمة العدل الأوروبية الولاية القضائية على حقوق مواطني الاتحاد الأوروبي الذين يعيشون في المملكة المتحدة بعد خروج بريطانيا من الاتحاد الأوروبي، ورفض اقتراح التسوية المقدم بتشكيل هيئة جديدة مؤلفة من قضاة بريطانيين وأوروبيين.
حول حقوق المواطنين قارنت ورقة مشتركة مواقف الطرفين في شكل جدول. فيما يتعلق بقضايا الحدود الأيرلندية ذكر الطرفان أنهما لا يزالان ملتزمين باتفاق الجمعة العظيمة. دعا ميشيل بارنييه إلى توضيح من المملكة المتحدة في جولة أغسطس بشأن التسوية المالية وحقوق المواطنين وايرلندا، بما في ذلك كيفية عزم المملكة المتحدة الحفاظ على منطقة السفر المشتركة.

### أغسطس 2017
في 16 أغسطس 2017 كشفت الحكومة البريطانية عن أول عدد من الأوراق التي تتناول بالتفصيل الطموحات البريطانية بعد خروج بريطانيا من الاتحاد الأوروبي، وناقشت الترتيبات التجارية والجمركية. في 23 أغسطس 2017 أعلنت رئيسة الوزراء تيريزا ماي أن بريطانيا سوف تترك ولاية محكمة العدل الأوروبية مباشرة عندما تنتهي فترة الانتقال المخطط لها بعد مارس 2019، ولكن كلا من المحاكم البريطانية ومحكمة العدل في الاتحاد الأوروبي ستبقي أيضًا نصف عين على أحكام بعضهم البعض بعد ذلك. دعت إحدى أوراق موقف حكومة المملكة المتحدة المنشورة في أغسطس إلى عدم فرض قيود إضافية على البضائع الموجودة بالفعل في السوق في المملكة المتحدة والاتحاد الأوروبي.
بدأت الجولة الثالثة من المفاوضات في بروكسل في 28 أغسطس 2017. انتقد رئيس المفوضية الأوروبية جونكر مفاوضات المملكة المتحدة بشأن خروج بريطانيا من الاتحاد الأوروبي، وقال إن أيًا من الأوراق المقدمة حتى الآن كانت مرضية وأنه لن تكون هناك مفاوضات تجارية بين الاتحاد الأوروبي والمملكة المتحدة حتى بدأ الانسحاب وتسوية الفاتورة. قدر مشروع قانون خروج بريطانيا من الاتحاد الأوروبي أن يكون بإجمال 55 مليار جنيه إسترليني، وهو ما يعتبره وزراء حكومة تيريزا ماي غير مقبول، وأعرب مفوض ميزانية الاتحاد الأوروبي غونتر أوتينجر عن وجهة نظر مفادها أنه ينبغي على المملكة المتحدة سداد مدفوعات حتى عام 2023. أوضحت الآيرلندية تايمز الخلاف على النحو التالي: أشار المفاوضون البريطانيون إلى الإطار المالي متعدد السنوات الذي يمتد لسبع سنوات للفترة 2014-2020 الذي اتفقت عليه الدول الأعضاء وبرلمان الاتحاد الأوروبي باعتباره «أداة تخطيط» للفترة المقبلة بدلاً من ذلك من التزام مالي ملزم قانونًا على الدول الأعضاء. الحالة البريطانية هي أنها ستضع سقوف على الإنفاق تحت عناوين مختلفة ويتم مراجعتها لاحقًا بشكل جذري خلال عملية الميزانية السنوية عندما تنشأ التزامات قانونية حقيقية على كل ولاية. يتناقض هذا مع منهجية مفوضية الاتحاد الأوروبي لحساب مشروع قانون خروج بريطانيا من الاتحاد الأوروبي الذي يتضمن تقسيم حصة الخروج إلى الأسهم المتفق عليها تاريخياً من قبل كل دولة عضو.
فيما يتعلق بمسألة الحدود الأيرلندية كان هناك تقدم، حيث يضمن الجانب البريطاني حرية حركة مواطني الاتحاد الأوروبي داخل منطقة السفر المشتركة التي تشكل أيرلندا والمملكة المتحدة. وعلق مراسل بي بي سي في أوروبا أن التصور البريطاني للمحادثات أكثر إيجابية من وجهة نظر الاتحاد الأوروبي.
تم التوصل إلى اتفاق بشأن نقاط تشمل حماية حقوق العمال الحدوديين (أولئك الذين يعيشون في بلد ما ويعملون في بلد آخر)، اعتراف المملكة المتحدة بمساهمات الضمان الاجتماعي المقدمة قبل الخروج وبعده، واستمرار سداد تكاليف الرعاية الصحية لمواطني المملكة المتحدة الموجودين في الاتحاد الأوروبي في يوم الخروج والعكس. تم تحديث الورقة المشتركة التي تقارن مواقف الطرفين.
في معرض حديثه في ختام المحادثات أبرز ميشيل بارنييه مجالين للخلاف: دور محكمة العدل الأوروبية في إنفاذ حقوق المواطنين، ومدى الالتزامات المالية للمملكة المتحدة. وصرح «الوقت يمر بسرعة» وأضاف أنه «بالسرعة الحالية نحن بعيدون عن أن نكون قادرين على أن نوصي المجلس الأوروبي بأن هناك تقدمًا كافياً من أجل بدء المناقشات حول العلاقة المستقبلية».

### سبتمبر 2017
عقد منتدى أمبروسيتي السنوي على شواطئ بحيرة كومو في إيطاليا. في 2 سبتمبر 2017 أوضح ميشيل بارنييه أهدافه التفاوضية، من حيث أنه «سيعلم الشعب البريطاني وغيره ما يعنيه ترك الاتحاد الأوروبي». على الرغم من أن هذا التصريح أثار جدلاً في المملكة المتحدة، فسر مراسل بي بي سي مارك مارديل ذلك في سياق المفاهيم الأوروبية والهولندية، والانتخابات المقبلة الألمانية والنمساوية والإيطالية، والحكومتين البولندية والهنغارية المستقبلية.
في بيان للبرلمان في 5 سبتمبر 2017 قال ديفيد ديفيس إنه تم إحراز "تقدم ملموس" خلال فصل الصيف في مجالات مثل حماية حقوق المغتربين البريطانيين في الاتحاد الأوروبي في الحصول على الرعاية الصحية وعلى مستقبل الحدود الأيرلندية، بينما لا تزال هناك اختلافات كبيرة حول "قانون الخروج". توقع أن "تستمر حجة النقود طوال فترة التفاوض. في 6 سبتمبر 2017 أعلنت رئيس الوزراء ماي أنه سيتم فرض ضوابط جديدة للهجرة على مواطني الاتحاد الأوروبي عندما ينتهي قانون الخروج.
في 7 سبتمبر نشرت فرقة العمل التابعة للاتحاد الأوروبي مبادئ توجيهية للحوار بشأن أيرلندا - أيرلندا الشمالية والتي كررت ووسعت المبادئ الواردة في المبادئ التوجيهية 29 أبريل، ولا سيما حماية اتفاق الجمعة الكبيرة، واستمرار منطقة السفر المشتركة. في 9 سبتمبر 2017 نشرت مفوضية الاتحاد الأوروبي العديد من الأوراق التفاوضية، بما في ذلك "المبادئ التوجيهية للحوار لإيرلندا - أيرلندا الشمالية. أعلن الاتحاد الأوروبي أنه من مسؤولية المملكة المتحدة اقتراح حلول للحدود الأيرلندية ما بعد خروج بريطانيا من الاتحاد الأوروبي. تتوخى الورقة أن الحل "الفريد" مسموح به هنا، بمعنى آخر لا ينبغي اعتبار أي حل إيرلندي استثنائي كقالب للعلاقات بعد خروج بريطانيا من الاتحاد الأوروبي مع أعضاء الاتحاد الأوروبي الآخرين في مسائل مراقبة الحدود والجمارك.
في 21 سبتمبر 2017 وافقت رئيسة الوزراء ماي مع حكومتها على صفقة انتقالية من شأنها ضخ 20 مليار يورو في ميزانية الاتحاد الأوروبي على مدار عامين. أكد مصدر بالحكومة لبي بي سي أن مجلس الوزراء في مايو كان في الواقع موحد حول اتفاق رئيسة الوزراء لمدة عامين.
في 22 سبتمبر 2017 أعلنت ماي تفاصيل اقتراحها خلال خطاب ألقته في فلورنسا إيطاليا. بالإضافة إلى تقديم 20 مليار يورو خلال فترة انتقالية مدتها سنتان واستمرار قبول المهاجرين الأوروبيين، عرضت أيضًا «علاقة أمنية جريئة جديدة» مع الاتحاد الأوروبي والتي ستكون «غير مسبوقة في عمقها» ومواصلة جعل «مساهمة مستمرة» في المشاريع التي تعتبر إلى حد كبير لصالح الاتحاد الأوروبي والمملكة المتحدة، مثل مشاريع العلوم والأمن. وأكدت أن المملكة المتحدة لن تقف في طريق مقترحات جونكر لمزيد من التكامل في الاتحاد الأوروبي. رحب مفاوض بروكسيت في الاتحاد الأوروبي ميشيل بارنييه باقتراح ماي باعتباره «بناءً، ولكنه يجب ترجمته إلى مواقف تفاوضية لإحراز تقدم ملموس، بالمثل كان رئيس فرنسا إيمانويل ماكرون مصمماً على أن الاتحاد الأوروبي لن يبدأ المفاوضات بشأن العلاقات المستقبلية بين الاتحاد الأوروبي والمملكة المتحدة حتى يتم» توضيح«تنظيم المواطنين الأوروبيين، والشروط المالية للخروج، ومسائل أيرلندا»، على الرغم من أنه اعترف أيضًا بأن ماي قد أعطت فتحات في كلمتها على اثنين من هذه النقاط الثلاث. أجاب المفاوض البرلماني بالاتحاد الأوروبي جاي فيرهوفشتات أن «آلية تسجيل جديدة لمواطني الاتحاد الأوروبي الذين سيعيشون أو يعملون في المملكة المتحدة أمر غير وارد».
صرح مفاوضو الاتحاد الأوروبي بأنه يجب التوصل إلى اتفاق بين بريطانيا والاتحاد الأوروبي بحلول أكتوبر 2018 من أجل إتاحة الوقت للبرلمانات الوطنية لإقرار خروج بريطانيا من الاتحاد الأوروبي. على الصعيد الداخلي أعلنت نائبة حزب العمل ووزيرة الظل الداخلية ديان أبوت أنها ستدعم مفاوضات ماي المقترحة للجدول الزمني لبريكسيت.
بدأت الجولة الرابعة من المحادثات في 25 سبتمبر بعد أن تأخرت لمدة أسبوع واحد حيث كان من المقرر أن تلقي تيريزا ماي خطابًا في فلورنسا، واقترحت "فترة تنفيذ" انتقالية لحوالي عامين" وقالت إن المملكة المتحدة ستحترم الالتزامات حتى لا تجعل دول الاتحاد الأوروبي الأخرى تدفع أكثر أو تتلقى مبالغ أقل خلال فترة ميزانية الاتحاد الأوروبي الحالية.

### أكتوبر 2017
عقدت الجولة الخامسة من المفاوضات في 9 و10 و12 أكتوبر. كان هناك تقدم تقني بشأن حقوق المواطنين، على الرغم من استمرار الاختلافات حول جوانب لم شمل الأسرة وتصدير مزايا الضمان الاجتماعي من المملكة المتحدة. أعلنت المملكة المتحدة عن عزمها تقديم عملية بسيطة لتسجيل مواطني الاتحاد الأوروبي. على الحدود الأيرلندية استمر العمل لرسم مجالات التعاون الحالية وبناء صورة للتحديات المستقبلية. أكملت هذه الجولة من المحادثات الجدول الزمني المتفق عليه في يونيو، مع عدم وجود جولات أخرى مقررة.
فيما يتعلق بالتسوية المالية رحب ميشيل بارنييه بالالتزام الذي قطعته تيريزا ماي في خطابها بفلورنسا، لكن لم تحدث مفاوضات لأن المملكة المتحدة لم تكن مستعدة لتقديم تفاصيل حول ما ستدفعه. قال بارنييه إن هذه القضية وصلت إلى طريق مسدود.
في 16 أكتوبر أصدرت ماي ورئيس المفوضية الأوروبية جان كلود جونكر بيانًا مشتركًا وافقوا على أن محادثات الاتحاد الأوروبي يجب أن «تتسارع على مدار الأشهر المقبلة» بعد اجتماع عشاء في بروكسل وصفه كلاهما بـ «البناء والود.» في 17 أكتوبر أصر وزير الخارجية البريطاني ديفيس ديفيس على أنه لن يكون هناك اتفاق لمرحلة انتقالية دون تعاون الاتحاد الأوروبي وأن خروج بريطانيا من الاتحاد الأوروبي سوف يحدث بغض النظر حتى لو كان هناك ما وصفه أحد أعضاء البرلمان المحافظ بأنه «جسر إلى أي مكان».
في 19 أكتوبر في اليوم الأول من اجتماع المجلس الأوروبي الذي استمر يومين في بروكسل، أصدرت ماي رسالة مباشرة إلى حوالي ثلاثة ملايين من مواطني الاتحاد الأوروبي الذين يعيشون في بريطانيا، ووعدت بأنها ستجعل من السهل عليهم البقاء بعد خروج بريطانيا من الاتحاد الأوروبي. في 20 أكتوبر وصف تاسك تقارير وسائل الإعلام عن الجمود في محادثات خروج بريطانيا من الاتحاد الأوروبي بأنها «مبالغ فيها».
في 23 أكتوبر أعلنت ماي لمجلس العموم أن محادثات خروج بريطانيا من الاتحاد الأوروبي شهدت «تقدمًا مهمًا» خلال اجتماعها الأخير مع المجلس الأوروبي وأن بريطانيا أصبحت «على مسافة بعيدة» من صفقة تجارية مع دول الاتحاد الأوروبي، مع التأكيد أيضًا على أنه لن تحدث مرحلة انتقالية بعد إبرام خروج بريطانيا من الاتحاد الأوروبي بدون صفقة تجارية أيضًا. في نفس اليوم نفى جونكر تقارير وسائل الإعلام الألمانية التي تفيد بأن ماي قد توسلت طلباً للمساعدة خلال اجتماع العشاء الأخير.

### نوفمبر 2017
عقدت محادثات أخرى في بروكسل يومي 9 و10 نوفمبر. متحدثًا في المؤتمر الصحفي الختامي أكد ميشيل بارنييه أن التوضيح بشأن الالتزامات المالية من جانب المملكة المتحدة كان مطلوبًا في غضون الأسبوعين المقبلين. قال بارنييه إذا لم يتم الوفاء بالموعد النهائي غير الرسمي، فإن المرحلة المقبلة من المفاوضات لن تبدأ في ديسمبر. وصف دبلوماسيون الاتحاد الأوروبي الوضع بأنه «معضلة الدجاج والبيض»، حيث سيبدأ الاتحاد الأوروبي العمل فقط على المبادئ التوجيهية للانتقال إذا أحرزت بريطانيا تقدماً في القضايا المالية بحلول نهاية نوفمبر 2017. لكن بحلول 17 نوفمبر قال دونالد تاسك إنه لم يكن هناك طريق مسدود في المحادثات بين بريطانيا والاتحاد الأوروبي عقب اجتماع مع تيريزا ماي في جوتنبرج بالسويد، وأنه كان متفائلاً بأن المفاوضات قد تنتقل إلى المرحلة التالية في ديسمبر. جرت المناقشات حول التسوية المالية في وقت لاحق من هذا الشهر بقيادة أوليفر روبنز عن المملكة المتحدة وسابين ويناند بالنسبة للاتحاد الأوروبي.
رفض ديفيد ديفيس اقتراح الاتحاد الأوروبي بضرورة بقاء أيرلندا الشمالية في الاتحاد الجمركي للاتحاد الأوروبي وبالتالي إنشاء حدود جمركية أسفل البحر الأيرلندي مع بريطانيا العظمى.
في أعقاب الانتخابات الألمانية في 23 سبتمبر 2017، فإنه اعتبارًا من 10 نوفمبر كانت المفاوضات لا تزال جارية لتشكيل حكومة ائتلافية بين حزب الاتحاد الديمقراطي المسيحي الذي ينتمي إليه فراو ميركل وحزب الاتحاد الديمقراطي المسيحي الشقيق والحزب الليبرالي الديمقراطي الليبرالي والخضر الألماني، قام سياسيون من جميع الفصائل الثلاثة بنشر نداء للتوصل إلى اتفاق ائتلافي بدلاً من المخاطرة بإجراء انتخابات جديدة، من أجل مصلحة ألمانيا في تشكيل «مرساة مستقرة» للوحدة مع فرنسا والدفاع عن الاتحاد الأوروبي واليورو في الوضع الحالي.

### يناير 2019
في 15 يناير 2019 صوت مجلس العموم ضد الصفقة التي قدمتها حكومة مايو بأربعة وأربعين صوتًا مقابل 202 صوتًا مقابل. بعد ذلك بوقت قصير قدم زعيم المعارضة جيريمي كوربين اقتراحًا بحجب الثقة عن الحكومة، وهو تصويت فازت به الحكومة بهامش من 325 إلى 306. بعد تصويت الثقة أعرب كوربين عن معارضته للدخول في محادثات مع الحكومة بشأن خروج بريطانيا من الاتحاد الأوروبي. في 17 يناير قالت ماي إن استبعاد خروج بريطانيا من الاتحاد الأوروبي «بلا صفقة» سيكون «مستحيلاً». في 28 يناير 2019 أعربت ماي عن معارضتها للدعم الذي وافقت عليه هي والاتحاد الأوروبي، وحثت أعضاء البرلمان المحافظين على تأييد التعديل الخلفي للمطالبة باستبدال «المسند الخلفي» بـ «ترتيب بديل» غير محدد. في 29 يناير تم تمرير هذا الاقتراح الذي قدمه النائب جراهام برادي في مجلس العموم بفارق 317 صوتًا مقابل 301 صوتًا.
وافق مجلس العموم على رفض خروج بريطانيا من الاتحاد الأوروبي من حيث المبدأ فقط، ورفض التعديلات الأخرى المقترحة التي من شأنها أن تمنح البرلمان سلطة تمديد المادة 50 ومنع خروج بريطانيا من الصفقة. بعد التصويت التقى كوربين مع ماي وتم الاتفاق على أنه إذا تمكنت ماي من إعادة التفاوض بنجاح على اتفاقية الانسحاب فسيتم إجراء تصويت آخر في 13 فبراير 2019. تم الاتفاق أيضًا على أن تعود ماي إلى بروكسل لإجراء المزيد من المحادثات.

### فبراير 2019
في 2 فبراير 2019أعلنت رئيسة الوزراء خلال اجتماع في بروكسل أن زعيم المعارضة قد وافق على دعم اتفاقية خروج بريطانيا من الاتحاد الأوروبي التي تضمن أن دعم الحدود الأيرلندية لن يكن دائمًا. في 7 فبراير 2019 عقدت ماي اجتماعًا آخر في بروكسل وتم الاتفاق على إجراء المزيد من المحادثات بحلول نهاية الشهر، على الرغم من حقيقة أن يونكر كرر المزاعم السابقة بأن الاتحاد الأوروبي لن يعيد فتح المفاوضات، اقترح تأجيل تصويت مجلس العموم الآخر على اتفاقية انسحاب الاتحاد الأوروبي ولن يحدث حتى نهاية مارس. في 24 فبراير أكدت ماي أن التصويت الذي كان من المقرر إجراؤه في 27 فبراير سيتم تأجيله إلى 12 مارس وأن صفقة خروج بريطانيا من الاتحاد الأوروبي أصبحت الآن «في متناول اليد». في في 27 فبراير 2019 صوت مجلس العموم بأغلبية ساحقة لوضع جدول زمني حكومي إلزاميًا يبدأ في 12 مارس من شأنه أن يمنح النواب الحق في الموافقة على أو رفض مسودة اتفاق الحكومة، أو قبول أو رفض خروج بريطانيا من الاتحاد الأوروبي «بلا صفقة»، أو تمديد أو عدم تمديد الموعد النهائي للمادة 50.

### مارس 2019
بعد مفاوضات بين ماي ويونكر في ستراسبورج فرنسا، أعلنا في 11 مارس 2019 عن اتفاق جديد أعطى تأكيدات ملزمة قانونيًا بالطبيعة المؤقتة للدعم المقترح. لم يتم إجراء أي تغييرات على اتفاقية الانسحاب الفعلي، تم استكمالها باتفاقية موازية. أيد الايرلندي تويسيش ليو فارادكار الاتفاق الجديد. بعد ذلك قام المدعي العام للمملكة المتحدة جيفري كوكس بتحديث مشورته القانونية بشأن اتفاقية الانسحاب، مشيرًا إلى أن الاتفاقية الجديدة "أدت إلى تخفيضات كبيرة في خطر تعرض المملكة المتحدة للوقوع في خطر الحاجة للمساعدة، لكن المملكة المتحدة لم تكن بعد قادرة على ترك المساندة من جانب واحد.
في 12 مارس رفض مجلس العموم مرة أخرى اتفاقية الانسحاب والإعلان السياسي، وصوت ضده بأغلبية 391 مقابل 242. بعد التصويت مباشرة أعلنت ماي في المجلس أنها ستقدم اقتراحًا يرفض الموافقة على مغادرة الاتحاد الأوروبي في 29 مارس 2019 دون اتفاق الانسحاب وإطار للعلاقة المستقبلية، للمناقشة والتصويت في مجلس النواب في اليوم التالي.
في 13 مارس صوت مجلس النواب ضد مغادرة الاتحاد الأوروبي دون صفقة بأغلبية 321 صوتًا مقابل 278. عدل التصويت اقتراح الحكومة من خلال تحديد أنه سيتم استبعاد خروج بريطانيا من الاتحاد الأوروبي بدون صفقة في أي وقت. بعد التصويت مباشرة أعلنت ماي في المجلس أنها ستقدم اقتراحًا بشأن تمديد فترة التفاوض بموجب المادة 50، للمناقشة والتصويت في مجلس النواب في اليوم التالي.
في 14 مارس تمت الموافقة على اقتراح الحكومة بأغلبية 412 صوتًا مقابل 202. تم تقديم أربعة تعديلات لكن كل هذه التعديلات لم تتم الموافقة عليها. وهذا يعني أن رئيسة الوزراء ماي ستطلب تمديد المادة 50 في المجلس الأوروبي في 21 - 22 مارس. مدة وغرض هذا التمديد ليست واضحة بعد. إذا تم إقرار اتفاقية الانسحاب والإعلان السياسي قبل 20 مارس، فستطلب في شهر مايو تصويت ثالث ذي معنى تمديدًا قصيرًا حتى 30 يونيو من أجل الاستعداد لانسحاب منظم. إذا لم تتم الموافقة على اتفاقية الانسحاب والإعلان السياسي للمرة الثالثة، فستطلب ماي تمديدًا أطول، ربما بعد 30 يونيو. أوضح قادة ومسؤولو الاتحاد الأوروبي أن الخيار الأخير سيتطلب من المملكة المتحدة إجراء انتخابات أوروبية في شهر مايو لأن البرلمان الأوروبي الجديد سوف يجتمع أولاً في 1 يوليو. بالإضافة إلى ذلك سيتعين على حكومة المملكة المتحدة التوصل إلى إستراتيجية تفاوضية مختلفة، بحيث يتم التوصل إلى اتفاق يمكن أن يدعمه مجلس العموم.
في 18 مارس أعلن رئيس مجلس العموم جون بيركو أن الإجراء البرلماني منع الحكومة من إحضار نفس اتفاقية الانسحاب إلى حد كبير للتصويت مرة أخرى في الجلسة التشريعية نفسها. فقط إذا تم تعديلها من حيث المضمون كما حدث بين 15 يناير و12 مارس، فيمكن تقديمه مرة أخرى.